# 1576 Фабіола
1576 Фабіола  (1576 Fabiola) — астероїд головного поясу, відкритий 30 вересня 1948 року.
Тіссеранів параметр щодо Юпітера — 3,187.